# Diaphorus ultimus
Diaphorus ultimus är en tvåvingeart som beskrevs av Becker 1922. Diaphorus ultimus ingår i släktet Diaphorus och familjen styltflugor. Inga underarter finns listade i Catalogue of Life.